# Antínoo Townley
El Antínoo Townley es un retrato de mármol del joven esclavo griego Antínoo, amante del emperador romano Adriano, que lo muestra portando una corona de hiedra. Actualmente forma parte de la colección del Museo Británico de Londres como parte de los Mármoles Townley. Sólo la cabeza es antigua y perteneció a una estatua que data de c. 130–140
 a finales del reinado de Adriano (r. 117-138); el busto es una adición moderna. La figura era del denominado estilo Mondragone, mostrando al joven como Dioniso-Baco. El busto fue adquirido junto con el resto de las antigüedades recopiladas por el viajero del Grand Tour del siglo XVIII y miembro de la Royal Society, Charles Townley. En la colección del museo también se encuentra un dibujo del busto atribuido a Vincenzo Pacetti.
Se cree que la cabeza, tallada en mármol de Paros, fue encontrada en la colina del Janículo cerca de la Villa Doria Pamphili en Roma en 1770, en una zona entonces conocida como Tenuta della Tedesca, en italiano, "finca de la alemana". Esta y los restos de la estatua a la que pertenecía se encontraron reutilizados como spolia en un muro al borde de la carretera cerca de Porta San Pancrazio, una puerta en las Murallas Aurelianas. Townley compró la cabeza en julio de 1773 a Thomas Jenkins, anticuario y marchante de arte, por 150 libras esterlinas. La cabeza ya estaba en Gran Bretaña en junio de 1774, probablemente habiendo sido propiedad anteriormente de John Sackville, tercer duque de Dorset, de quien Jenkins escribió en julio de 1773 que estaba "por recibir".